# Wilhelm Marx
Wilhelm Marx (Köln, 15. siječnja 1863. – Bonn, 5. kolovoza 1946.), njemački katolički političar koji je kao član središnje partije odslužio 2 neuzastopna mandata na poziciji njemačkog kancelara Weimarske republike (1923. – 1925. i 1928. – 1930.).

## Vanjske poveznice
- http://www.dhm.de/lemo/html/biografien/MarxWilhelm/